# Józef Szczepan Koźmian
Józef Szczepan Koźmian (ur. w 1773 roku – zm. 29 stycznia 1831 roku) – biskup kujawsko-kaliski i senator Królestwa Polskiego w 1823 roku, działacz oświatowy, społeczny i polityczny, poseł, członek Komisji Rządowej Wyznań Religijnych i Oświecenia Publicznego. 

## Życiorys
Urodził się w 1773 r. w Gałęzowie, koło Bychawy. Bratem jego był Kajetan Koźmian (1771–1856), poeta, krytyk, publicysta. 
W roku szkolnym 1780–1781 uczęszczał do Lubelskiej Szkoły Wojewódzkiej, a przez następne dwa lata do austriackiej szkoły w Zamościu, a następnie do seminarium duchownego w Warszawie. Studiował na uniwersytetach w Warszawie i Wilnie. Przed przyjęciem święceń kapłańskich uzyskał w 1795 r. probostwo w Markuszowie. 
Mieszkając w pobliżu Puław utrzymywał kontakty z działaczami obozu postępowego księcia Adama Czartoryskiego.
Po otrzymaniu święceń kapłańskich, otrzymał w roku 1795 kanonię lubelską. Po włączeniu Lubelszczyzny do Księstwa Warszawskiego powierzono mu w 1809 r. stanowisko komisarza-nadzorcy dotychczasowych urzędników austriackich. 
Wkrótce wszedł w skład Rządu Centralnego dla Galicji Zachodniej. Opracował dla Izby Edukacyjnej Księstwa Warszawskiego sprawozdanie o stanie szkolnictwa w byłej Galicji. 
W 1811 r. został posłem na Sejm oraz sędzią pokoju przy sejmiku lubartowskim. Został również proboszczem i infułatem w Zamościu. Gdy w 1814 zmarł ks. Onufry Skotnicki administrowanie probostwem w Szczebrzeszynie przekazano ks. Józefowi Szczepanowi Koźmianowi, który przywrócił do właściwego stanu gospodarczego wsie stanowiące uposażenie probostwa (Sułów i Sułówek). Po kongresie wiedeńskim, w 1815 r. został członkiem Komisji Rządowej Wyznań Religijnych i Oświecenia Publicznego. W 1818 r. mianowano go biskupem pomocniczym diecezji lubelskiej.
Uniwersytet Krakowski nadał mu stopień doktora teologii. W 1819 został uhonorowany godnością Doktora honoris causa Uniwersytetu Jagiellońskiego. Sakrę biskupią przyjął w 1829 r. Towarzystwo Przyjaciół Nauk w Lublinie przyjęło go na członka przybranego. W 1822 r. został biskupem kalisko-kujawskim, a w rok później senatorem Królestwa Polskiego. W 1827 r. odznaczony został Orderem św. Stanisława I klasy. W 1828 roku był członkiem sądu sejmowego, mającego osądzić osoby oskarżone o zdradę stanu.
Po wybuchu Powstania Listopadowego w 1830 r. wydał odezwę do duchowieństwa, zachęcającą je do poparcia zrywu narodowego.